# Cylindrepomus nigrofasciatus
Cylindrepomus nigrofasciatus är en skalbaggsart som beskrevs av Blanchard 1853. Cylindrepomus nigrofasciatus ingår i släktet Cylindrepomus och familjen långhorningar. Inga underarter finns listade i Catalogue of Life.